# Microcar (azienda)
Microcar è una casa automobilistica francese che produce microcar, nata nel 1981 come parte del Gruppo Bénéteau, specializzato in costruzioni navali. Dal 2008 è stata acquisita dalla Ligier.

## Storia

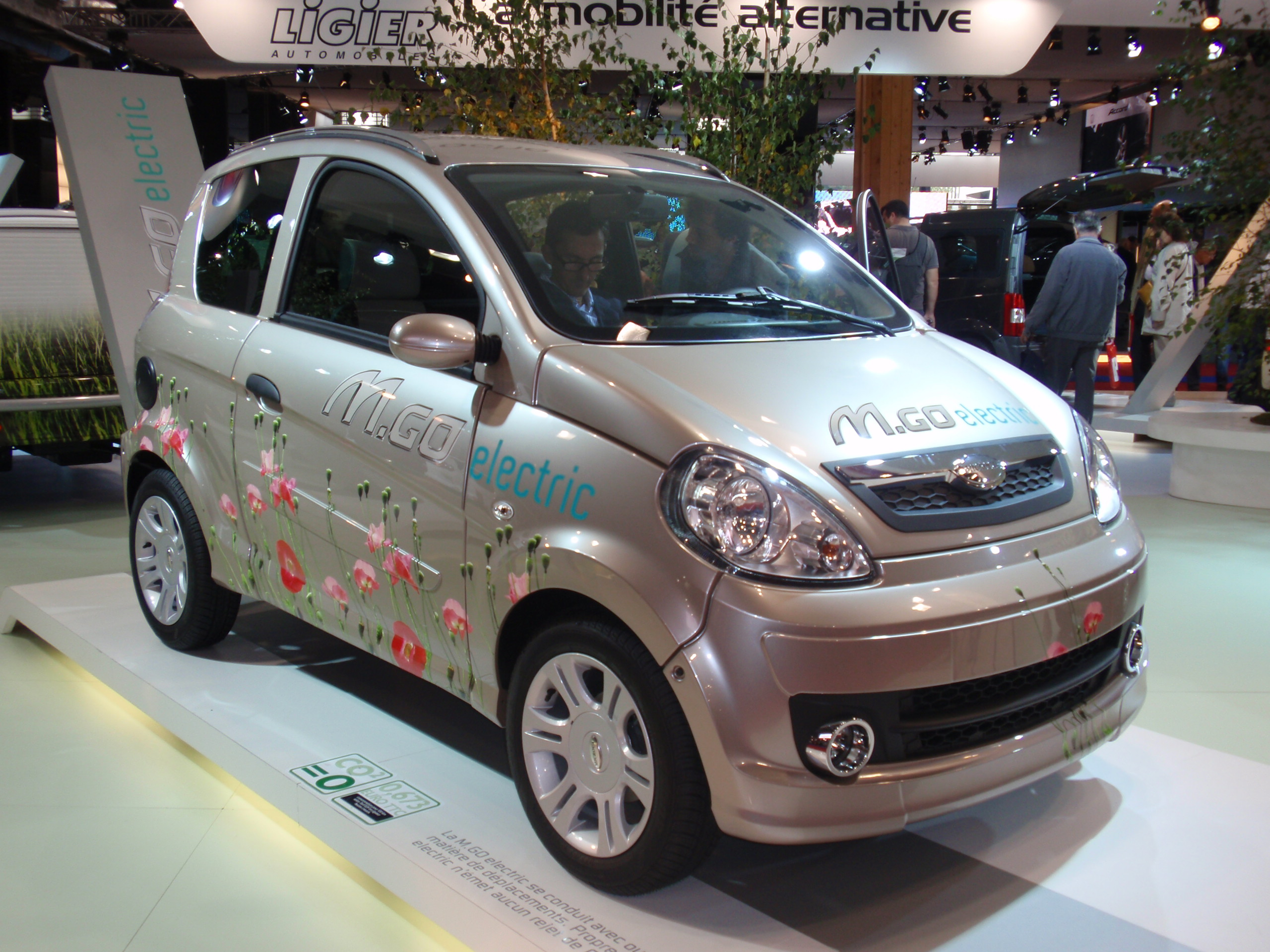
La M.Go Electric

Nata nelle vicinanze di Nantes nel nord-est della Francia si è spostata nel 2000 in un nuovo stabilimento a Boufféré dove lavorano circa 150 dipendenti. Un'area tecnologica dove vengono prodotti alcune migliaia di esemplari all'anno e Microcar dispone anche di apposito impianto per la termoformatura, questo consente all'azienda di migliorare la qualità e la flessibilità dei propri prodotti.
La società è focalizzata nella produzione di quadricicli leggeri, noti in Francia anche come "voiture sans permis" (vetture senza patente) ossia veicoli a quattro ruote, con una velocità massima limitata a 45 km/h, a motore diesel o elettrico.

## Modelli

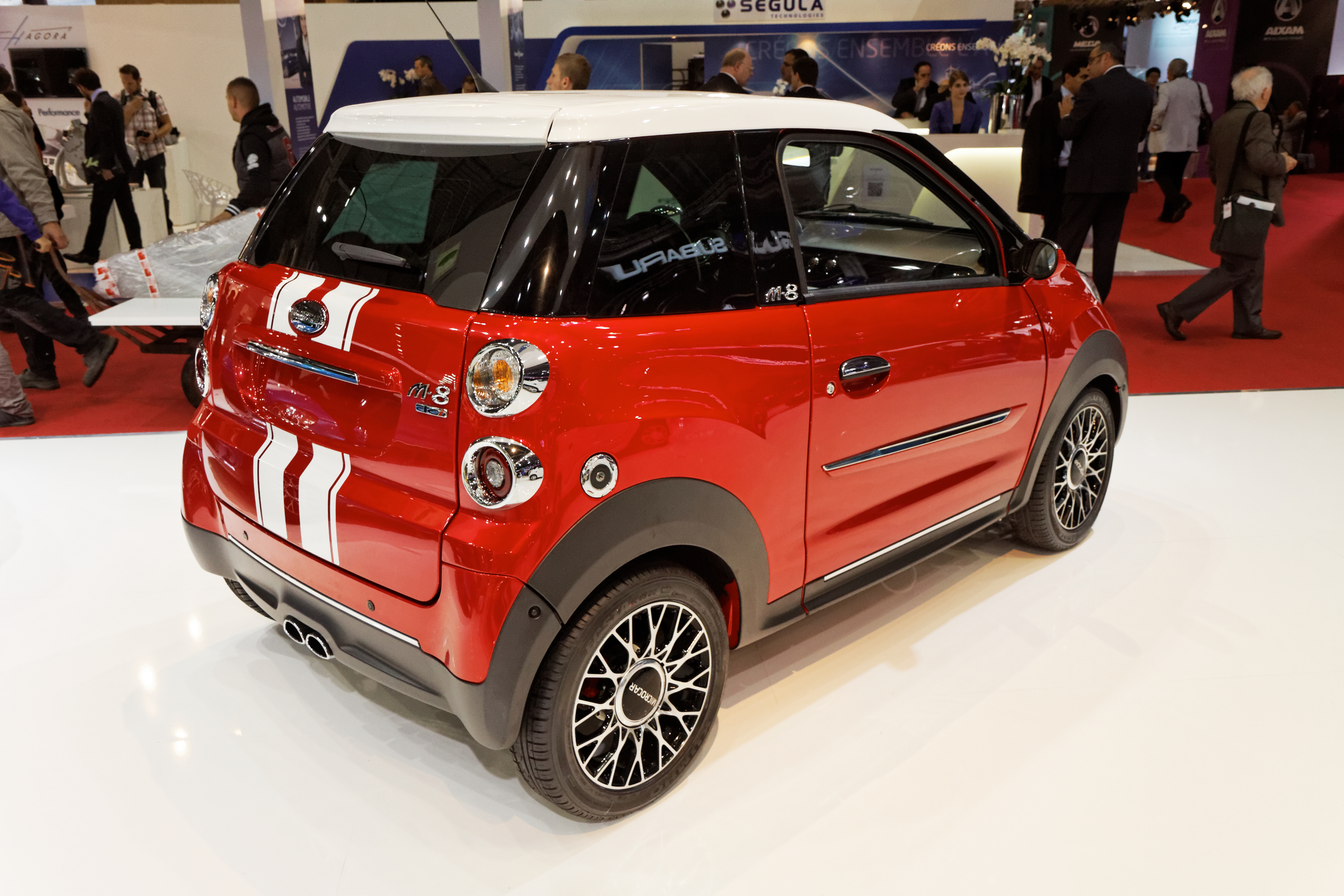
La Microcar - M8 esposta al Salone dell'automobile di Parigi (2012)

La produzione come azienda autonoma comprendeva diversi modelli, quale marchio del Gruppo Ligier vengono prodotti tre modelli, la minicar Dué, il miniSUV M.Go e il veicolo commerciale M.Cross (derivato dal precedente Flex).